# صيد السمك في كندا

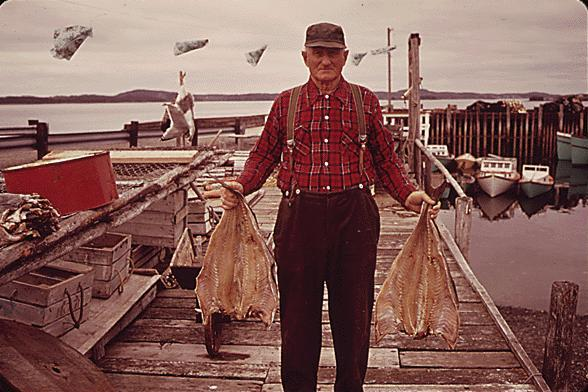
صياد سمك في جزيرة كامبوبيللو، نيو برونزويك

تمتلك كندا أحد أكثر صناعات صيد الأسماك التجاري قيمةً في العالم، وتقدر بأكثر من 5 ملايين دولار كندي سنوياً، وتوفّر أكثر من 120,000 وظيفة للكنديين. تعدّ صناعة صيد السمك دعامة اقتصادية لحوالي 1500 من المجتمعات المحلية الريفية والساحلية في كندا.

## بحيرة وينيبيغ
صناعة الصيد التجاري في مانيتوبا تضم أكثر من 3,600 صياد ينتجون حوالي 25% من إنتاج الصيد في المياه العذبة في كندا. أما بحيرة وينيبيغ فهي أكبر مساهم من حيث تنوّع أنواع السمك المباع تجارياً. من بين 13 نوعاً من الأسماك التي يتم صيدها تجارياً، تعدّ أسماك وول آي وسوجر والكورجون الأطلسي، وسمك البايك الشمالي والجثم الأصفر أكثر الأنواع قيمةً. من الأنواع الأخرى السمك الماصّ الأبيض وتوليبي، وكارب، وسمك الحفش والقاروص الأبيض وجولدآي.